# Albert Ramon
Albert Ramon (Brugge, 1 november 1920 – Eeklo, 21 maart 1993) was een Belgisch wielrenner.

## Biografie
Ramon won in 1950 het Belgisch kampioenschap op de weg in Westerlo. Eerder had hij in 1946 al de Ronde van België gewonnen. In 1949 won hij ook nog de Franse eendagsklassieker Parijs-Tours. Ramon nam deel aan de Ronde van Frankrijk van 1948, maar gaf na de twaalfde etappe op.
Ramon kwam op 11 september 1951 zwaar ten val tijdens een kermiskoers in Waarschoot nadat hij geraakt werd door een auto. Hij hield er een verlamming aan beide benen aan over. Ramon overleed op 21 maart 1993 op 72-jarige leeftijd.

## Belangrijkste overwinningen
1946
Ronde van België
1947
Nationale Sluitingsprijs
1949
Parijs-Tours
Brussel-Namen-Brussel
1950
 Belgisch kampioenschap op de weg
1951
Omloop der drie Provinciën

## Resultaten in Ronde van Frankrijk
| Jaar | Ronde van Italië | Ronde van Frankrijk | Ronde van Spanje |
| ---- | ---------------- | ------------------- | ---------------- |
| 1948 |                  | opgave              |                  |

| Jaar | Gent-Wevelgem |
| ---- | ------------- |
| 1948 | Zilver        |